# Utterslev Kirke (København)
 For alternative betydninger, se Utterslev Kirke. (Se også artikler, som begynder med Utterslev Kirke)
Utterslev Kirke havde oprindeligt til huse i en gammel længe til Utterslevgård, efter at sognet var blevet udskilt fra Brønshøj Sogn i 1938. En ny kirke, der er tegnet af Hoff & Windinge, stod klar 8. september 1963. Kirken er en af de 16, som Københavns Stiftsråd anbefalede lukket. Menighedsrådet håbede på, at kunne lukke efter kirkens 50 års jubilæum den 8. september, hvilket lod sig gøre, hvormed kirken lukkede 12. september 2013, der blev markeret med en sidste højmesse.
I efteråret 2014 blev kirken solgt til en af Luthersk Missions frimenigheder: Nordvestkirken.